# Луїс Адамич

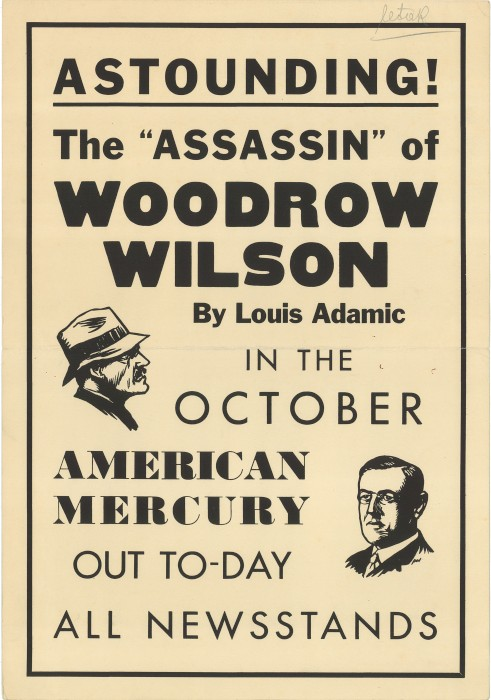
Афіша лекції Луїса Адамича, 1930

Луїс А́даміч (словен. Alojz Adamič, англ. Louis Adamic; 23 березня 1899 — 4 вересня 1951) — американський письменник і перекладач словенського походження.

## Біографія
Луїс Адамич народився в невеличкому поселенні поруч з містечком Гросуплє в регіоні Нижня Крайна (територія сучасної Словенії, тоді — Австро-Угорщини). Він був старшим сином у селянській родині. Не отримавши належної початкової освіти в міській школі, у 1909 році пішов до загальноовітньої школи в Любляні. На третьому році навчання Луїс вступив до таємного товариства, пов'язаного з Югославським націоналістичним рухом, який набув поширення в південно-слов'янських провінціях Австро-Угорщини. У листопаді 1913 року Адамич був схоплений на кривавій демонстрації і на певний час потрапив до в'язниці. Його вигнали зі школи і заборонили навчання у будь-яких державних навчальних закладах. І хоча він був прийнятий до Єзуїтської школи в Любляні, проте так і не почав її відвідувати. «Досить з мене школи, я вирушаю до Америки» — писав він, — «Я не знаю як, але я знаю, що вирушаю».

### США, життя і творчість
31 грудня 1913 року, у віці 15 років, Адамич емігрував до Сполучених Штатів. Врешті-решт він оселився в хорватський риболовецькій общині в Сан-Педро, штат Каліфорнія. Спершу працював чорноробом, у 1915—1917 роках — в Югославській щоденній газеті Narodni Glas (Голос народу), яка виходила в Нью-Йорку. Під час Першої світової війни воював на Західному фронті. Після війни працював журналістом і професійним письменником.
Громадянство США отримав у 1918 році. У 1930 році переїхав з Каліфорнії до штату Нью-Джерсі, де оселився у Мілфорді.
Всі твори Луїса Адамича засновані на його власних враженнях від робітничого досвіду в Америці і за попереднього життя в Словенії. Він здобув національне визнання в Америці у 1934 році з виходом книги «Повернення тубільця» (англ. The Native's Return), яка була спрямована проти режиму Александра I в Королівстві Югославія і стала бестселлером. Ця книга вперше знайомила багатьох американців з реаліями Балканського півострова. В ній було багато передбачень, проте, як виявилось, далеких від дійсності (наприклад, що Америка процвітатиме нарешті звернувши до соціалізму).
З 1940 року обіймав посаду редактора журналу Common Ground.

### Зв'язок з батьківщиною
У 1932 році Адамич побував у Словенії, де зустрічався з видатними освітянами та політиками, після повернення до США продовжував тримати зв'язок з батьківщиною. В роки Другої світової війни він підтримував Народно-визвольну армію Югославії. Також вітав заснування соціалістичної Югославської федерації, був на боці маршала Тіто у його протистоянні зі Сталіним. Заснував Спільний комітет Південно-слов'янських американців на підтримку Тіто. У 1949 році став членом-кореспондентом Словенської академії наук і мистецтв.

### Смерть
Після двох замахів і погроз, 4 вересня 1951 року Луїс Адамич помер від пострілу з рушниці (яку знайшли поруч із ним) у власному будинку в Мілфорді. В той час в Югославії тривав конфлікт між Тіто і Сталіним, і американські ЗМІ припускали, що письменник був убитий НКВС або балканськими угруповуннями. Проте ця версія не була доведена і вважають, що Адамич вчинив самогубство змучений проблеми зі здоров'ям.
В дописі в газеті української діаспори в США «Свобода» з приводу смерті Адамича зазначалось: «… Перед смертю [Адамич] був зайнятий викінченням нового твору „Орел і скала“, який мав бути звернений проти Совєтів. Його секретарка каже, що під час готування цього твору до друку Адамич діставав погрози від большевиків.»

## Твори
- Dynamite: The Story of Class Violence in America (1931);
- Laughing in the Jungle: The Autobiography of an Immigrant in America (1932);
- The Native's Return: An American Immigrant Visits Yugoslavia and Discovers His Old Country (1934);
- Grandsons: A Story of American Lives (1935, роман);
- Cradle of Life: The Story of One Man's Beginnings (1936, роман);
- The House in Antigua (1937, роман);
- My America (1938);
- From Many Lands (1940);
- Two-Way Passage (1941);
- My Native Land (1943);
- The Eagle and the Root (1950).

## Нагороди
- 1932 — Грант Ґуґґенгайма
- 1941 — премія Анісфельда-Вульфа за твір From Many Lands